# Division IIA du Championnat du monde moins de 18 ans de hockey sur glace 2015
Navigation
Division IIA en 2016
Le tournoi de la Division II A du Championnat du monde moins de 18 ans de hockey sur glace 2015 se déroule du 22 au 28 mars 2015 à Tallin en Estonie.
| \| Localisation de Tallin au Nord de l'Estonie. \| Localisation de Tallin au Nord de l'Estonie. |
| Localisation de Tallin au Nord de l'Estonie.                                                    |

## Aperçu de l'ensemble de la compétition
Le Championnat du monde moins de 18 ans de hockey sur glace 2015 se dispute en plusieurs compétitions distinctes, en fonction des Divisions.
| Tournoi        | Lieu            | Dates               | Nombre de participants | Matches joués |
| -------------- | --------------- | ------------------- | ---------------------- | ------------- |
| Division élite | Zoug et Lucerne | 16 au 26 avril 2015 | 10                     | 30            |
| Division IA    | Debrecen        | 12 au 18 avril 2015 | 6                      | 15            |
| Division IB    | Maribor         | 12 au 18 avril 2015 | 6                      | 15            |
| Division IIA   | Tallin          | 22 au 28 mars 2015  | 6                      | 15            |
| Division IIB   | Novi Sad        | 15 au 23 mars 2015  | 6                      | 15            |
| Division IIIA  | Taipei          | 22 au 28 mars 2015  | 6                      | 15            |
| Division IIIB  | Auckland        | 17 au 19 mars 2015  | 3                      | 3             |

Le groupe principal (Division Élite) regroupe 10 équipes réparties en deux poules de 5 qui disputent un tour préliminaire. Les 4 premiers de chaque poule sont qualifiés pour les quarts de finale. Les derniers de chaque poule disputent une poule de maintien jouée au meilleur des 3 matches. Le perdant est relégué en Division IA pour l'édition 2016.
Pour les autres divisions qui comptent 6 équipes (sauf la Division III B qui en compte 3), les équipes s’affrontent entre elles et, à l'issue de cette compétition, le premier est promu dans la division supérieure et le dernier est relégué dans la division inférieure.
Lors des phases de poule, les points sont attribués ainsi :
- victoire : 3 points ;
- victoire en prolongation ou aux tirs de fusillade : 2 points ;
- défaite en prolongation ou aux tirs de fusillade : 1 point ;
- défaite : 0 point.

## Matches
| 22 mars 2015 | Croatie | 1-2 (1-1, 0-1, 0-0) | Pologne | Tondiraba Icehall 164 spectateurs |

| Feuille de match | Feuille de match                           | Feuille de match   | Feuille de match                                                                      | Feuille de match                                             |
| ---------------- | ------------------------------------------ | ------------------ | ------------------------------------------------------------------------------------- | ------------------------------------------------------------ |
|                  | - H. Kriksic (R. Platuzic) — 18 min 52 s - | 0-1 1-1 1-2        | P. Wsol (J. Michalowski, B. Jeziorski) — 17 min 19 s (SN) - W. Gorzycki — 24 min 11 s | Arbitrage : Valentin Lascar Karolis Janusauskas Maris Locans |
| Luka Valencic    | Gardiens                                   | Mateusz Studzinski |                                                                                       | Arbitrage : Valentin Lascar Karolis Janusauskas Maris Locans |
| 8 min            | Pénalités                                  | 6 min              |                                                                                       | Arbitrage : Valentin Lascar Karolis Janusauskas Maris Locans |
| 12               | Tirs                                       | 60                 |                                                                                       | Arbitrage : Valentin Lascar Karolis Janusauskas Maris Locans |

| 22 mars 2015 | Corée du Sud | 4-2 (1-0, 2-0, 1-2) | Grande-Bretagne | Tondiraba Icehall 247 spectateurs |

| Feuille de match | Feuille de match | Feuille de match        | Feuille de match                                                                                                 | Feuille de match                                                              |
| ---------------- | --- | ----------------------- | --- | ----------------------------------------------------------------------------- |
|                  | Shin S-y (Lee J.) — 19 min 46 s Ahn J. (Park H.) — 21 min 36 s (SN) Ahn J. — 36 min 33 s (IN) - Park H. — 58 min 5 s (IN + CV) - | 1-0 2-0 3-0 3-1 4-1 4-2 | - C. Henderson (M. Stratford, A. Finlinson) — 55 min 55 s - S. Duggan (T. Rutkis, I. Antonov) — 58 min 27 s (SN) | Arbitrage : Andrei Shrubok Thomas Nordberg Pettersen Adrian Cosmin Toparceanu |
| Shim Hyounseop   | Gardiens | Renny Marr              | | Arbitrage : Andrei Shrubok Thomas Nordberg Pettersen Adrian Cosmin Toparceanu |
| 20 min           | Pénalités | 8 min                   | | Arbitrage : Andrei Shrubok Thomas Nordberg Pettersen Adrian Cosmin Toparceanu |
| 33               | Tirs | 35                      | | Arbitrage : Andrei Shrubok Thomas Nordberg Pettersen Adrian Cosmin Toparceanu |

| 22 mars 2015 | Estonie | 4-5 (pr) (2-2, 1-0, 1-2, 0-1) | Pays-Bas | Tondiraba Icehall 527 spectateurs |

| Feuille de match | Feuille de match | Feuille de match                    | Feuille de match | Feuille de match                                                  |
| ---------------- | --- | ----------------------------------- | --- | ----------------------------------------------------------------- |
|                  | - V. Nestertsuk (G. Ermel) — 8 min 3 s - R. Teppan (N. Minin) — 14 min 6 s N. Kozorev (J. Petrov, D. Fursa) — 21 min 20 s (SN) I. Andrejev (K. Volkov) — 49 min 13 s - | 0-1 1-1 1-2 2-2 3-2 4-2 4-3 4-4 4-5 | L. Kluijtmans (S. Hermann, J. de Bonth) — 3 min 18 s - J. Geurts (L. Lambregts, L. Boer) — 11 min 31 s - L. Kluijtmans (J. Geurts) — 58 min 12 s (SN) M. Hermens (G. van Nes, N. Muller) — 59 min 49 s (SN) N. Muller (M. Hermens, G. van Nes) — 60 min 17 s (SN) | Arbitrage : Jens Christian Gergersen Marcus Hoefer Emil Wernstrom |
| Ilja Soitu       | Gardiens | Ruud Leeuwesteijn                   | | Arbitrage : Jens Christian Gergersen Marcus Hoefer Emil Wernstrom |
| 27 min           | Pénalités | 8 min                               | | Arbitrage : Jens Christian Gergersen Marcus Hoefer Emil Wernstrom |
| 35               | Tirs | 24                                  | | Arbitrage : Jens Christian Gergersen Marcus Hoefer Emil Wernstrom |

| 23 mars 2015 | Corée du Sud | 7-0 (2-0, 4-0, 1-0) | Croatie | Tondiraba Icehall 211 spectateurs |

| Feuille de match | Feuille de match | Feuille de match            | Feuille de match | Feuille de match                                                |
| ---------------- | --- | --------------------------- | ---------------- | --------------------------------------------------------------- |
|                  | Lee J-h (Lee H.) — 9 min 17 s Lee H. (Song J., Lee J-h) — 11 min 19 s Lee H. (Song J., Lee J-h) — 28 min 55 s Lee J. (Park M.) — 32 min 59 s Lee H. (Shin S-y, Park J.) — 36 min 6 s Lee J. (Nam H.) — 37 min 35 s Ahn J. — 58 min 21 s | 1-0 2-0 3-0 4-0 5-0 6-0 7-0 | -                | Arbitrage : Jens Christian Gregersen Toivo Tilku Emil Wernstrom |
| Shim Hyoun-seop  | Gardiens | Leon Hergesic Adamovic      |                  | Arbitrage : Jens Christian Gregersen Toivo Tilku Emil Wernstrom |
| 4 min            | Pénalités | 2 min                       |                  | Arbitrage : Jens Christian Gregersen Toivo Tilku Emil Wernstrom |
| 58               | Tirs | 11                          |                  | Arbitrage : Jens Christian Gregersen Toivo Tilku Emil Wernstrom |

| 23 mars 2015 | Pologne | 6-3 (0-1, 1-1, 5-1) | Pays-Bas | Tondiraba Icehall 137 spectateurs |

| Feuille de match   | Feuille de match | Feuille de match                    | Feuille de match | Feuille de match                                                   |
| ------------------ | --- | ----------------------------------- | --- | ------------------------------------------------------------------ |
|                    | - M. Goscinski (P. Gozdziewicz, S. Skrodziuk) — 20 min 49 s (SN) - B. Jeziorski — 44 min 35 s P. Wsol — 50 min 29 s K. Wrobel (P. Krezolek) — 51 min 13 s D. Musiol (M. Goscinski) — 55 min 8 s (SN) M. Goscinski (D. Musiol, P. Gozdziewicz) — 58 min 46 s (2 SN) | 0-1 1-1 1-2 1-3 2-3 3-3 4-3 5-3 6-3 | B. Tammerijn (L. Lambregts, M. Hermens) — 5 min 31 s (SN) - L. Lambregts (G. van Nes, M. Hermens) — 26 min 3 s (SN) N. Muller (B. Tammerijn, L. Lambregts) — 42 min 32 s (SN) - | Arbitrage : Andrei Shrubok Marcus Hoefer Thomas Nordberg Pettersen |
| Mateusz Studzinski | Gardiens | Tom Barendregt                      | | Arbitrage : Andrei Shrubok Marcus Hoefer Thomas Nordberg Pettersen |
| 16 min             | Pénalités | 20 min                              | | Arbitrage : Andrei Shrubok Marcus Hoefer Thomas Nordberg Pettersen |
| 54                 | Tirs | 22                                  | | Arbitrage : Andrei Shrubok Marcus Hoefer Thomas Nordberg Pettersen |

| 23 mars 2015 | Grande-Bretagne | 4-1 (2-1, 1-0, 1-0) | Estonie | Tondiraba Icehall 647 spectateurs |

| Feuille de match  | Feuille de match | Feuille de match    | Feuille de match                       | Feuille de match                                             |
| ----------------- | --- | ------------------- | -------------------------------------- | ------------------------------------------------------------ |
|                   | - L. Johnson (G. Billing) — 7 min 44 s (IN) M. Stratford (I. Antonov) — 9 min 24 s M. Stratford (L. Johnson, B. Nethersell) — 29 min 23 s (SN) L. Johnson — 47 min 37 s (SN) | 0-1 1-1 2-1 3-1 4-1 | K. Volkov (I. Andrejev) — 4 min 37 s - | Arbitrage : Djordje Fazekas Karolis Janusauskas Maris Locans |
| Dennis Bell-Blake | Gardiens | Bogdan Valjakin     |                                        | Arbitrage : Djordje Fazekas Karolis Janusauskas Maris Locans |
| 8 min             | Pénalités | 2 min               |                                        | Arbitrage : Djordje Fazekas Karolis Janusauskas Maris Locans |
| 28                | Tirs | 32                  |                                        | Arbitrage : Djordje Fazekas Karolis Janusauskas Maris Locans |

| 25 mars 2015 | Pologne | 4-1 (1-0, 0-1, 3-0) | Grande-Bretagne | Tondiraba Icehall 162 spectateurs |

| Feuille de match   | Feuille de match | Feuille de match    | Feuille de match                            | Feuille de match                                         |
| ------------------ | --- | ------------------- | ------------------------------------------- | -------------------------------------------------------- |
|                    | B. Jeziorski (J. Michalowski) — 14 min - S. Skrodziuk (M. Goscinski) — 41 min 3 s W. Gorzycki (B. Jeziorski, D. Musiol) — 46 min 34 s (SN) A. Rajski (P. Krezolek) — 52 min 37 s | 1-0 1-1 2-1 3-1 4-1 | - M. Stratford (L. Johnson) — 29 min 14 s - | Arbitrage : Djordje Fazekas Marcus Hoefer Emil Wernstrom |
| Mateusz Studzinski | Gardiens | Dennis Bell-Blake   |                                             | Arbitrage : Djordje Fazekas Marcus Hoefer Emil Wernstrom |
| 20 min             | Pénalités | 16 min              |                                             | Arbitrage : Djordje Fazekas Marcus Hoefer Emil Wernstrom |
| 30                 | Tirs | 19                  |                                             | Arbitrage : Djordje Fazekas Marcus Hoefer Emil Wernstrom |

| 25 mars 2015 | Croatie | 2-4 (1-0, 0-0, 1-4) | Pays-Bas | Tondiraba Icehall 247 spectateurs |

| Feuille de match | Feuille de match                                                                                          | Feuille de match        | Feuille de match | Feuille de match                                                 |
| ---------------- | --- | ----------------------- | --- | ---------------------------------------------------------------- |
|                  | R. Platuzic (S. Cizmadija) — 17 min 10 s (SN) M. Buljanovic (D. Poljak, R. Platuzic) — 44 min 26 s (SN) - | 1-0 2-0 2-1 2-2 2-3 2-4 | - S. Hermann (L. Boer, T. Tijn-A-Ton) — 51 min 53 s G. van Nes (M. Hermens) — 52 min 15 s L. Lambregts (G. van Nes, N. Muller) — 58 min 27 s (SN) G. van Nes (M. Hermens) — 59 min 22 s | Arbitrage : Valentin Lascar Toivo Tilku Adrian Cosmin Toparceanu |
| Luka Valencic    | Gardiens                                                                                                  | Ruud Leeuwesteijn       | | Arbitrage : Valentin Lascar Toivo Tilku Adrian Cosmin Toparceanu |
| 10 min           | Pénalités                                                                                                 | 12 min                  | | Arbitrage : Valentin Lascar Toivo Tilku Adrian Cosmin Toparceanu |
| 20               | Tirs | 48                      | | Arbitrage : Valentin Lascar Toivo Tilku Adrian Cosmin Toparceanu |

| 25 mars 2015 | Corée du Sud | 7-1 (2-1, 5-0, 0-0) | Estonie | Tondiraba Icehall 552 spectateurs |

| Feuille de match | Feuille de match | Feuille de match                | Feuille de match                                            | Feuille de match                                                         |
| ---------------- | --- | ------------------------------- | ----------------------------------------------------------- | ------------------------------------------------------------------------ |
|                  | Lee J. — 1 min 57 s Lee J-h — 7 min 14 s (SN) - Kim B-g (Ahn J., Lee J.) — 22 min 52 s (SN) Lee J. — 25 min 22 s Shin S-y (Eom H-h) — 30 min 6 s Kim B-g (Ahn J., Oh I-g) — 33 min 49 s (SN) Lee J. (Kim J-m) — 36 min 53 s | 1-0 2-0 2-1 3-1 4-1 5-1 6-1 7-1 | - D. Fursa (N. Kozorev, V. Nestertsuk) — 19 min 13 s (SN) - | Arbitrage : Andrei Shrubok Karolis Janusauskas Thomas Nordberg Pettersen |
| Shim Hyounseop   | Gardiens | Bogdan Valjakin                 |                                                             | Arbitrage : Andrei Shrubok Karolis Janusauskas Thomas Nordberg Pettersen |
| 22 min           | Pénalités | 16 min                          |                                                             | Arbitrage : Andrei Shrubok Karolis Janusauskas Thomas Nordberg Pettersen |
| 41               | Tirs | 30                              |                                                             | Arbitrage : Andrei Shrubok Karolis Janusauskas Thomas Nordberg Pettersen |

| 27 mars 2015 | Pays-Bas | 3-6 (1-2, 0-3, 2-1) | Corée du Sud | Tondiraba Icehall 197 spectateurs |

| Feuille de match                                 | Feuille de match | Feuille de match                    | Feuille de match | Feuille de match                                          |
| ------------------------------------------------ | --- | ----------------------------------- | --- | --------------------------------------------------------- |
|                                                  | - M. Hermens (G. van Nes) — 17 min 24 s (SN) - M. Hermens (N. van der Meulen) — 43 min 2 s G. van Nes (J. Geurts) — 52 min 29 s - | 0-1 0-2 1-2 1-3 1-4 1-5 2-5 3-5 3-6 | Yoon S. (Jang S., Chae J.) — 8 min 28 s Shin S-y (Nam H., Lee J-h) — 15 min 46 s (SN) - Park H. (Kim B-g) — 26 min 8 s (SN) Nam H. (Park M.) — 27 min 8 s Ahn J. (Park H.) — 36 min 23 s - Ahn J. (Park H.) — 57 min 6 s (SN) | Arbitrage : Djordje Fazekas Karolis Janauskas Toivo Tilku |
| Tom Barendregt (27:08) Ruud Leeuwesteijn (32:52) | Gardiens | Lee Sihak                           | | Arbitrage : Djordje Fazekas Karolis Janauskas Toivo Tilku |
| 14 min                                           | Pénalités | 37 min                              | | Arbitrage : Djordje Fazekas Karolis Janauskas Toivo Tilku |
| 31                                               | Tirs | 46                                  | | Arbitrage : Djordje Fazekas Karolis Janauskas Toivo Tilku |

| 27 mars 2015 | Grande-Bretagne | 7-1 (4-0, 2-1, 1-0) | Croatie | Tondiraba Icehall 247 spectateurs |

| Feuille de match | Feuille de match | Feuille de match                | Feuille de match                           | Feuille de match                                                            |
| ---------------- | --- | ------------------------------- | ------------------------------------------ | --------------------------------------------------------------------------- |
|                  | L. Bonner (O. Bradshaw) — 3 min 24 s G. Billing (L. Johnson) — 10 min 35 s M. Stratford (L. Johnson, G. Billing) — 15 min 19 s I. Antonov (S. Duggan, E. Knaggs) — 17 min 58 s I. Antonov — 25 min 54 s G. Billing (M. Stratford) — 28 min 48 s (SN) - G. Billing — 47 min 47 s | 1-0 2-0 3-0 4-0 5-0 6-0 6-1 7-1 | - H. Kriksic (R. Platuzic) — 30 min 21 s - | Arbitrage : Jens Christian Gregersen Marcus Hoefer Adrian Cosmin Toparceanu |
| Renny Marr       | Gardiens | Leon Hergesic Adamovic          |                                            | Arbitrage : Jens Christian Gregersen Marcus Hoefer Adrian Cosmin Toparceanu |
| 10 min           | Pénalités | 8 min                           |                                            | Arbitrage : Jens Christian Gregersen Marcus Hoefer Adrian Cosmin Toparceanu |
| 50               | Tirs | 17                              |                                            | Arbitrage : Jens Christian Gregersen Marcus Hoefer Adrian Cosmin Toparceanu |

| 27 mars 2015 | Estonie | 1-5 (0-1, 1-1, 0-3) | Pologne | Tondiraba Icehall 523 spectateurs |

| Feuille de match | Feuille de match                                       | Feuille de match        | Feuille de match | Feuille de match                                        |
| ---------------- | ------------------------------------------------------ | ----------------------- | --- | ------------------------------------------------------- |
|                  | - G. Ermel (D. Fursa, N. Kozorev) — 21 min 17 s (SN) - | 0-1 1-1 1-2 1-3 1-4 1-5 | P. Gozdziewicz (M. Goscinski, S. Skrodziuk) — 15 min 55 s - K. Wrobel (P. Gozdziewicz) — 24 min 24 s (SN) P. Gozdziewicz (S. Skrodziuk) — 45 min D. Jarosz (W. Gorzycki, A. Krok) — 51 min 21 s (SN) M. Zielinski — 59 min 52 s (SN) | Arbitrage : Valentin Lascar Maris Locans Emil Wernstrom |
| Ilja Soitu       | Gardiens                                               | Mateusz Studzinski      | | Arbitrage : Valentin Lascar Maris Locans Emil Wernstrom |
| 12 min           | Pénalités                                              | 45 min                  | | Arbitrage : Valentin Lascar Maris Locans Emil Wernstrom |
| 33               | Tirs                                                   | 33                      | | Arbitrage : Valentin Lascar Maris Locans Emil Wernstrom |

| 28 mars 2015 | Pays-Bas | 3-4 (TB) (1-1, 1-1, 1-1, 0-0, 0-1) | Grande-Bretagne | Tondiraba Icehall 153 spectateurs |

| Feuille de match  | Feuille de match | Feuille de match            | Feuille de match | Feuille de match                                     |
| ----------------- | --- | --------------------------- | --- | ---------------------------------------------------- |
|                   | L. Boer (N. Lemans, J. de Bonth) — 8 min 19 s (SN) - B. Tammerijn (M. Hermens) — 24 min 48 s (SN) - G. van Nes — 55 min 11 s - | 1-0 1-1 2-1 2-2 3-2 3-3 3-4 | - L. Bonner (D. Ingoldsby) — 9 min 42 s - S. Duggan (J. Grieveson) — 25 min 37 s - T. Rutkis (L. Bonner) — 59 min 51 s Duggan — 65 min (TB) | Arbitrage : Djordje Fazekas Maris Locans Toivo Tilku |
| Ruud Leeuwesteijn | Gardiens | Denis Bell-Blake            | | Arbitrage : Djordje Fazekas Maris Locans Toivo Tilku |
| 10 min            | Pénalités | 26 min                      | | Arbitrage : Djordje Fazekas Maris Locans Toivo Tilku |
| 35                | Tirs | 39                          | | Arbitrage : Djordje Fazekas Maris Locans Toivo Tilku |

| 28 mars 2015 | Pologne | 1-4 (0-1, 1-2, 0-1) | Corée du Sud | Tondiraba Icehall 369 spectateurs |

| Feuille de match   | Feuille de match                 | Feuille de match    | Feuille de match | Feuille de match                                                   |
| ------------------ | -------------------------------- | ------------------- | --- | ------------------------------------------------------------------ |
|                    | - O. Rzekanowski — 32 min 26 s - | 0-1 0-2 1-2 1-3 1-4 | Park M. (Lee J-h) — 3 min 8 s Kim B-g (Ahn J., Nam H.) — 22 min 8 s (SN) - Ahn J. (Kim B-g, Jang H-b) — 36 min 24 s Kim B-g (Jang H-b) — 56 min 53 s (SN) | Arbitrage : Andrei Shrubok Adrian Cosmin Toparceanu Emil Wernstrom |
| Mateusz Studzinski | Gardiens                         | Shim Hyounseop      | | Arbitrage : Andrei Shrubok Adrian Cosmin Toparceanu Emil Wernstrom |
| 10 min             | Pénalités                        | 6 min               | | Arbitrage : Andrei Shrubok Adrian Cosmin Toparceanu Emil Wernstrom |
| 26                 | Tirs                             | 26                  | | Arbitrage : Andrei Shrubok Adrian Cosmin Toparceanu Emil Wernstrom |

| 28 mars 2015 | Croatie | 5-4 (2-1, 1-2, 2-1) | Estonie | Tondiraba Icehall 801 spectateurs |

| Feuille de match | Feuille de match | Feuille de match                    | Feuille de match | Feuille de match                                                             |
| ---------------- | --- | ----------------------------------- | --- | ---------------------------------------------------------------------------- |
|                  | R. Platuzic — 48 s P. Stancic (V. Vrbancic) — 7 min 3 s - D. Matic (L. Matosic) — 37 min 45 s - N. Kopricanec (D. Poljak) — 45 min 34 s (SN) M. Premerl (V. Vrbancic, P. Stancic) — 52 min 15 s | 1-0 2-0 2-1 2-2 2-3 3-3 3-4 4-4 5-4 | - J. Petrov — 11 min 43 s K. Volkov (I. Andrejev) — 22 min 15 s M. Simonov (N. Kozorev) — 26 min 25 s (SN) - O. Kork (I. Andrejev) — 41 min 44 s - | Arbitrage : Jens Christian Gregersen Marcus Hoefer Thomas Nordberg Pettersen |
| Luka Valencic    | Gardiens | Bogdan Valjakin                     | | Arbitrage : Jens Christian Gregersen Marcus Hoefer Thomas Nordberg Pettersen |
| 4 min            | Pénalités | 6 min                               | | Arbitrage : Jens Christian Gregersen Marcus Hoefer Thomas Nordberg Pettersen |
| 19               | Tirs | 60                                  | | Arbitrage : Jens Christian Gregersen Marcus Hoefer Thomas Nordberg Pettersen |

## Classement final
| Clt   | Équipe          | PJ | V | VP | D | DP | BP | BC | Diff | Pts |
| ----- | --------------- | -- | - | -- | - | -- | -- | -- | ---- | --- |
| +001, | Corée du Sud    | 5  | 5 | 0  | 0 | 0  | 28 | 7  | +21  | 15  |
| +002, | Pologne (R)     | 5  | 4 | 0  | 1 | 0  | 18 | 10 | +8   | 12  |
| +003, | Grande-Bretagne | 5  | 2 | 1  | 2 | 0  | 18 | 13 | +5   | 8   |
| +004, | Pays-Bas        | 5  | 1 | 1  | 2 | 1  | 18 | 22 | -4   | 6   |
| +005, | Croatie         | 5  | 1 | 0  | 4 | 0  | 9  | 24 | -15  | 3   |
| +006, | Estonie (P)     | 5  | 0 | 0  | 4 | 1  | 11 | 26 | -15  | 1   |

- Promu en Division IB en 2016
- Relégué en Division IIB en 2016

## Récompenses individuelles
Meilleurs joueurs
- Meilleur gardien : Luka Valencic (Croatie)
- Meilleur défenseur : Patryk Wsol (Pologne)
- Meilleur attaquant : Lee Ju-hyung (Corée du Sud)

| Clt | Joueur            | Équipe          | PJ | B | A | Pts | Pun | +/- |
| --- | ----------------- | --------------- | -- | - | - | --- | --- | --- |
| 1   | Ahn Jaein         | Corée du Sud    | 5  | 6 | 3 | 9   | 0   | +3  |
| 2   | Guus van Nes      | Pays-Bas        | 5  | 4 | 5 | 9   | 2   | +3  |
| 3   | Max Hermens       | Pays-Bas        | 5  | 3 | 6 | 9   | 12  | +4  |
| 4   | Lee Je-hui        | Corée du Sud    | 5  | 2 | 5 | 7   | 4   | +7  |
| 5   | Lee Juhyung       | Corée du Sud    | 5  | 5 | 1 | 6   | 6   | +7  |
| 6   | Kim Byung-gun     | Corée du Sud    | 5  | 4 | 2 | 6   | 2   | +3  |
| 6   | Michael Stratford | Grande-Bretagne | 5  | 4 | 2 | 6   | 4   | +3  |
| 8   | Luc Johnson       | Grande-Bretagne | 5  | 2 | 4 | 6   | 14  | +2  |
| 9   | Glenn Billing     | Grande-Bretagne | 5  | 3 | 2 | 5   | 4   | +2  |
| 10  | Mateusz Goscinski | Pologne         | 5  | 2 | 3 | 5   | 0   | +2  |

| Clt | Joueur                 | Équipe          | PJ | Min      | BC | Moy  | %Arr  | Bl |
| --- | ---------------------- | --------------- | -- | -------- | -- | ---- | ----- | -- |
| 1   | Shim Hyounseop         | Corée du Sud    | 4  | 240 h    | 4  | 1,00 | 96,08 | 1  |
| 2   | Luka Valencic          | Croatie         | 3  | 179 h 14 | 10 | 3,35 | 94,05 | 0  |
| 3   | Denis Bell-Blake       | Grande-Bretagne | 3  | 184 h 48 | 8  | 2,60 | 91,75 | 0  |
| 4   | Mateusz Studzinski     | Pologne         | 5  | 300 h    | 10 | 2,00 | 91,07 | 0  |
| 5   | Ruud Leeuwesteijn      | Pays-Bas        | 4  | 217 h 32 | 12 | 3,31 | 89,66 | 0  |
| 6   | Leon Hergesic Adamovic | Croatie         | 2  | 120 h    | 14 | 7,00 | 87,04 | 0  |
| 7   | Bogdan Valjakin        | Estonie         | 3  | 167 h 13 | 14 | 5,02 | 83,33 | 0  |
| 8   | Ilja Soitu             | Estonie         | 3  | 131 h 57 | 12 | 5,46 | 80,33 | 0  |